# QWERTZ

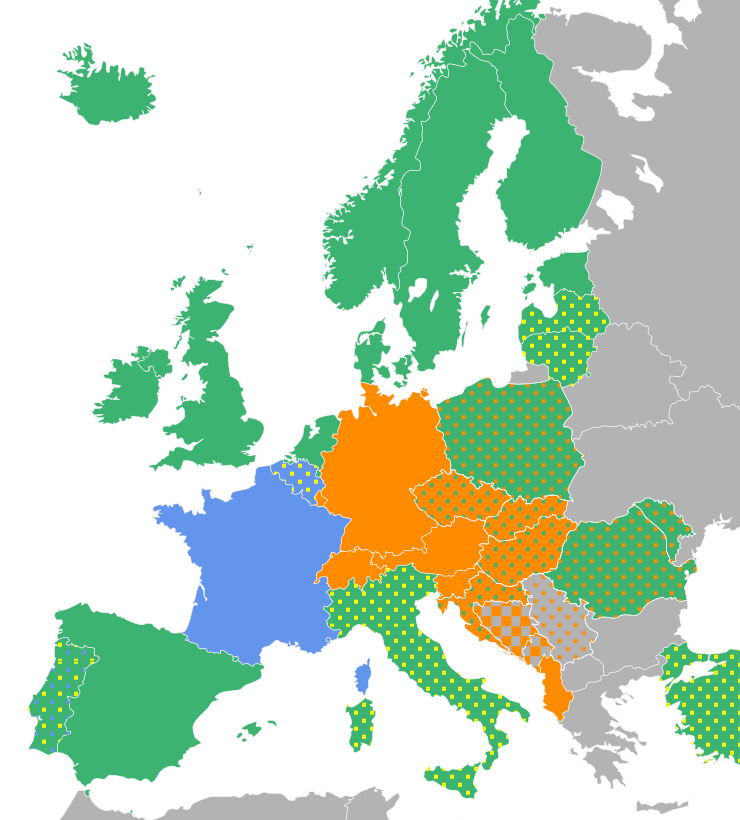
Географічне розповсюдження різних розкладок клавіатури в Європі:
QWERTY
QWERTZ
AZERTY
Національні розкладки (турецька FGĞIOD, латвійська ŪGJRMV, литовська ĄŽERTY)
Нелатинські абетки

QWERTZ, або QWERTZU, QWERTZUIOP— розкладка клавіатури, що широко використовуються в Центральній та Південно-Східній Європі. Назва походить від перших шести літер у верхньому лівому куті клавіатури: (QWERTZ).

## Огляд

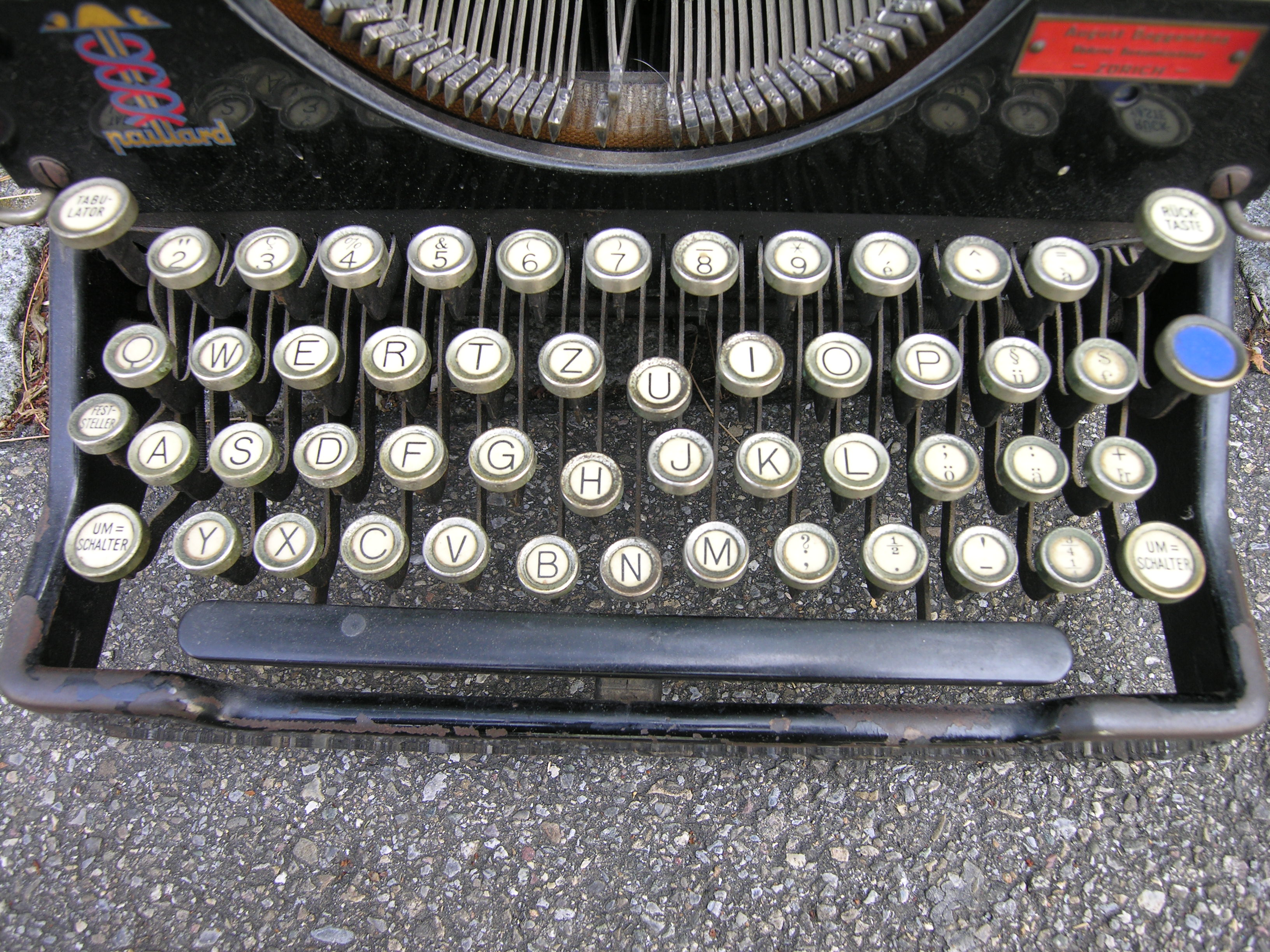
Клавіатура QWERTZ старої швейцарської друкарської машинки.

Основна відмінність між QWERTZ і QWERTY полягає в тому, що положення Z і Y поміняні (звідси прізвисько kezboard). Ймовірно, ця зміна була зроблена з трьох основних причин:
- Z — набагато більш поширена літера, ніж Y у німецькій мові; літера з'являється лише в запозичених словах (переважно з давньогрецької) та у власних іменах, таких як Meyer (поряд із Meier та різними іншими варіантами написання цього слова).
- T і Z часто з’являються поруч один з одним у німецькій ортографії, і заклинювання друкарської машинки можна було б зменшити, якщо розмістити дві клавіші так, щоб їх можна було друкувати різними руками.
- Z і U також знаходяться поруч. Zu, що означає «до» німецькою мовою, а також дуже поширений префікс, також можна написати дуже легко.

Подібно до багатьох інших неанглійських клавіатур:
- Частину клавіатури адаптовано для включення символів певної мови, наприклад умляутованих голосних (ä, ö, ü) на німецькій, австрійській та швейцарській (німецькій) клавіатурах; і часто використовувані літери з діакритиками (é, è, à) у швейцарській (французькій) клавіатурі.
- Клавіатури QWERTZ зазвичай змінюють праву клавішу Alt на клавішу Alt Gr для доступу до третього рівня призначень клавіш. Це необхідно, оскільки специфічні для мови символи не залишають місця для всіх спеціальних символів ASCII, необхідних програмістам, у тому числі, на першому або другому (зміщеному) рівнях без збільшення розміру клавіатури.
- Розташування деяких спеціальних символів змінено порівняно з англійською (Сполучене Королівство та США) версіями QWERTY.

Деякі написи спеціальних клавіш часто змінюються з абревіатури на графічний символ (наприклад ⇪ Caps Lock стає порожнистою стрілкою, спрямованою вгору, ← Backspace стає стрілкою, що вказує ліворуч). На німецькій та австрійській клавіатурах більшість інших скорочених написів є німецькою мовою: Ctrl (контроль) перекладається на його німецький еквівалент "Strg" для Steuerung, і Delete скорочено "Entf" (entfernen).Esc і ↵ Enter на цифровій клавіатурі не перекладаються.

## Варіанти
Розкладка QWERTZ досить широко використовується в Німеччині та в більшості країн Центральної Європи та Балкан, які використовують латинську абетку. Також сербська кирилична клавіатура адаптована під QWERTZ. Багато німецькомовних регіонів використовують цю розкладку, але німецькомовні східні кантони Бельгії використовують замість неї AZERTY. Багато інших країн історично були частиною Австро-Угорщини або перебували під впливом нацистської німецької окупації (і її основної культури та технологій), тому вони використовували німецькі друкарські машинки з розкладкою QWERTZ.

### Албанська
QWERTZ — це стандартна розкладка клавіатури для албанської мови в Microsoft Windows.

### Лужицька
Лужицька використовує розкладку практично ідентичну німецькій розкладці, але додаткові лужицькі символи можна вводити мертвими клавішами; вона має три різні розкладки: стандартну, застарілу і розширену. Усі вони підтримуються Microsoft Windows (тільки для Windows 7 і новіших версій).

### Німецька

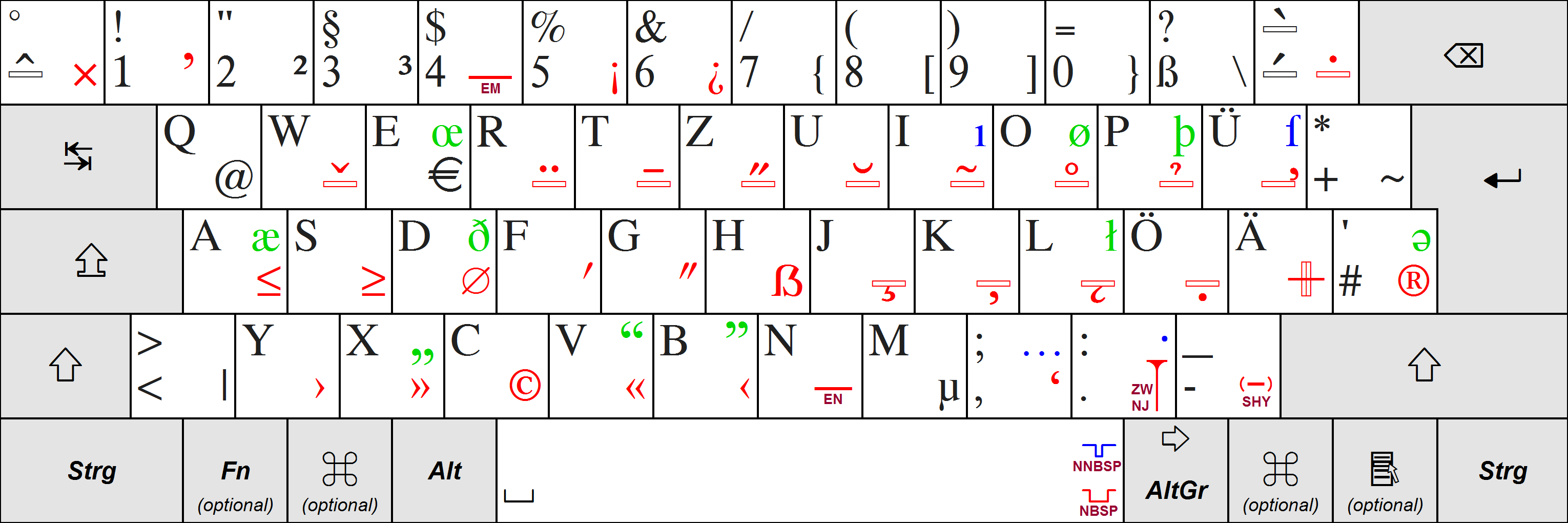
Німецька розкладка клавіатури “T2” згідно стандарту DIN 2137:2012-06. Символи, показані чорним кольором, також присутні в традиційній розкладці «T1».

Розкладка клавіатури ПК, яка зазвичай використовується в Німеччині та Австрії, базується на розкладці, визначеній у попередній редакції (жовтень 1988) німецького стандарту DIN 2137-2. Поточне видання DIN 2137:2012-06 стандартизує його як перший (базовий) один із трьох макетів, називаючи його «T1» (Tastaturbelegung 1 або «розкладка клавіатури 1»).
Вона використовує мертві клавіші для введення символів із наголосом, таких як é та theAltGr для доступу до символів третього рівня (наприклад, [, ], @, знак євро € або мікро- µ ). Розкладка «T2», як зазначено у виданні німецького стандарту 2012 року, також використовує вибір групи для доступу до спеціальних символів, таких як ſ (довга s), або іноземних символів, таких як «Æ» або «Ə».

### Польська

Польська клавіатура для друкарських машинок згідно стандарту PN-87.

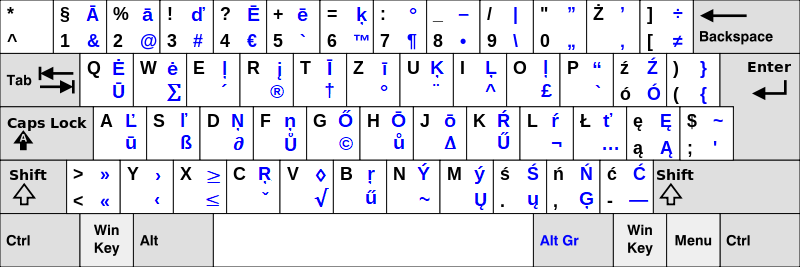
Польська клавіатура QWERTZ використовується на Macintosh.

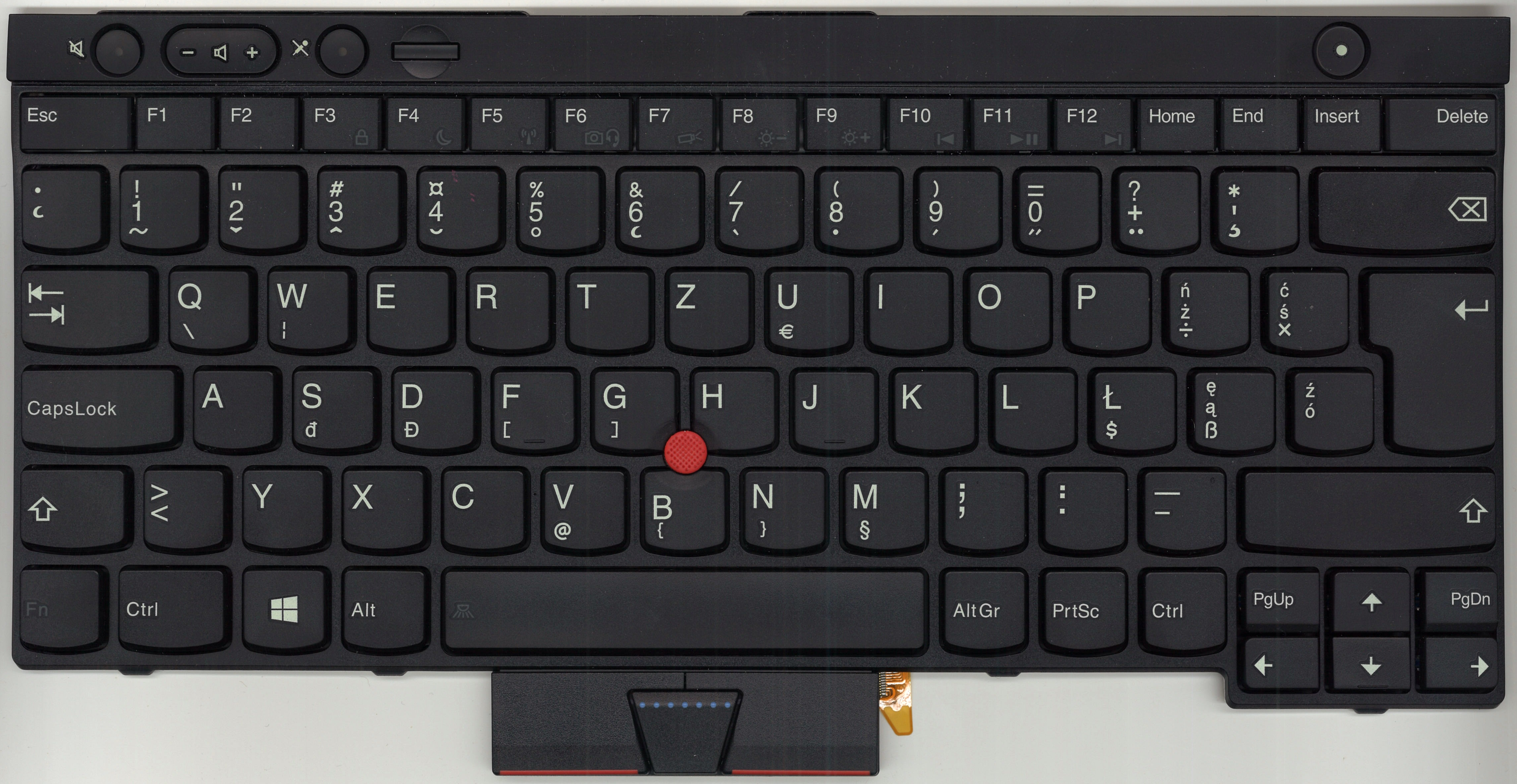
Макет PL-214 використовується в MS-DOS, Windows і Linux.

Варіант клавіатури QWERTZ використовувався в Польщі, але клавіатури QWERTY домінували з початку 1990-х років.

### Румунська
Стандартною розкладкою клавіатури, встановленою стандартом SR 13392:2004, є QWERTY. Проте румунську клавіатуру QWERTZ (відповідну до старих стандартів) було встановлено у Windows 3.1 і перейменовано на «румунську (застарілу)» у всіх версіях, починаючи з Windows Vista, через впровадження двох стандартних розкладок QWERTY із правильними діакритичними знаками. Оскільки вона була розроблений до роз’єднання «Ș» і «Ț» з «Ş» і «Ţ», символи з седилею були використані в розкладці (і вони все ще використовуються в стандартному кодуванні 1250). У 2012 році була створена версія з новими румунськими літерами Ș» і «Ț, і вона доступна як спеціальна розкладка для встановлення зацікавленим кінцевим користувачем.

### Сербо-хорватська (гаєвиця) та словенська

Сербсько-хорватська латиниця та словенська розкладка клавіатури

Сербсько-хорватська латинська та словенська розкладка клавіатури має п’ять додаткових спеціальних символів Č, Ć, Ž, Š і Đ. Ця розкладка клавіатури була стандартизована в 1980-х роках у Югославії. Символи Ć і Đ є лише частиною гаєвиці, але не частиною словенського алфавіту, проте вони залишаються в словенській клавіатурі (з економічних причин, з історичних причин і для написання слів у близьких південнослов'янських мовах). Ž знаходиться праворуч від клавіші Ć на клавіатурах, які мають довшу клавішу Backspace та звичайну перевернуту L-подібну клавішу Enter. У розкладці активно використовується клавіша AltGr (правий Alt) для неалфавітних символів і мертві комбінації клавіш для додавання діакритики до латинських символів. Можна вводити німецькою, угорською, італійською та польською мовами, використовуючи лише сербсько-хорватську розкладку клавіатури.
Існує запропонований варіант нової словенської розкладки клавіатури, яка видалила б Ć і Đ з верхньої розкладки та додала натомість @. Командні клавіші також будуть перекладені на словенську мову, і будуть внесені деякі незначні зміни у розкладці другого рівня.
Для сербської мови також існує варіант кириличної клавіатури, у якомуQ і W замінюються на Љ (Lj) і Њ (Nj) відповідно.
Однак стандартом клавіатури Apple для хорватської мови є QWERTY.

### Словацька

Словацька розкладка клавіатури QWERTZ

На друкарських машинках у Словаччині використовувалася розкладка QWERTZ, дуже схожа на розкладку, що використовується на чеських друкарських машинках. Словацька розкладка QWERTZ відрізняється від чеської використанням літери ľ замість чеського ě на тому самому місці, також літера ť стоїть на позиції ř, і літера ô стоїть на позиції чеської ů. Є ще 2 клавіші, які відрізняються цими 2 мовами: Словацька ä замінює чеське ( ) ключ і ň замінює чеське ' ¨. Існує 17 символів американської клавіатури (@#$&\|[]{}<>^`~*'), які відсутні на словацькій клавіатурі через присутність словацьких літер (ľščňťžôúáíýéä°´ˇ§). Користувачі можуть отримати до них доступ за допомогою AltGr, однак положення цих символів відрізняється в різних операційних системах. Окрім розкладки клавіатури QWERTZ, успадкованої від епохи друкарських машинок, користувачі комп’ютерів у Словаччині також використовують розкладку QWERTY. Єдина відмінність полягає в тому, що Y і Z поміняні місцями.

### Угорська

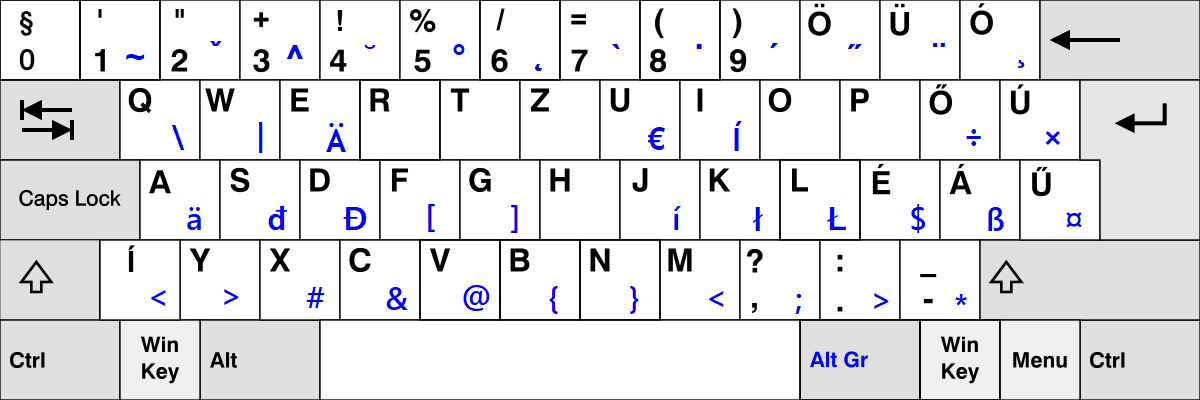
Угорська розкладка клавіатури.

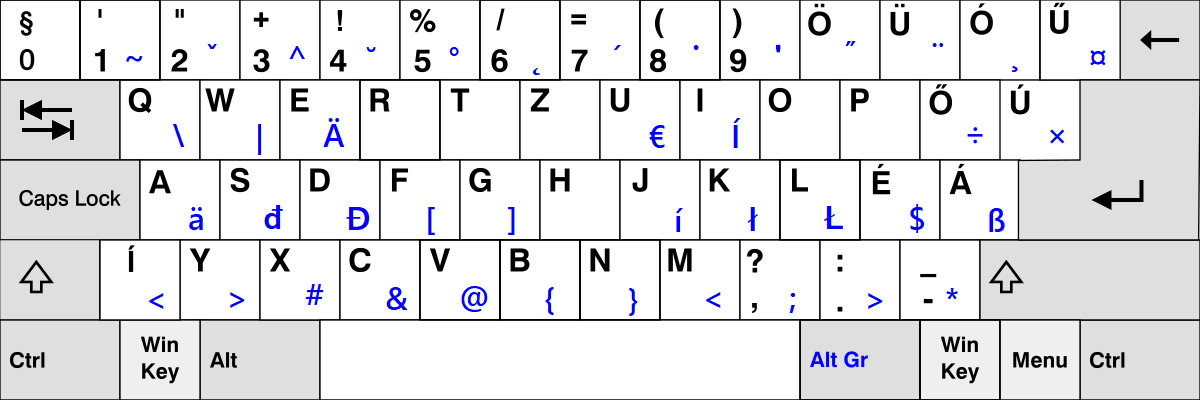
Альтернативна угорська розкладка клавіатури.

На деяких клавіатурах ű розташована ліворуч від клавіші Enter, а на інших – ліворуч від клавіші Backspace.
Незвичайною особливістю цієї угорської розкладки клавіатури є положення 0 (нуля): він розташований ліворуч від 1, так що більшість символів із наголосом можуть бути разом у правій частині клавіатури.
Офіційна розкладка клавіатури типу QWERTZ, яка, отже, є найпоширенішою розкладкою клавіатури в країні. Раніше QWERTY була широко поширений, оскільки для старих комп’ютерів не було спеціальної угорської розкладки, але оскільки це більше не є проблемою, практично всі використовують QWERTZ у повсякденній роботі.
На клавіатурах ISO  (як на першому малюнку) і клавіатурах «BAE» (як на другому), Í розташована на клавіші праворуч від ⇧ Shift. Для адаптації до 101/104-клавішних (ANSI) клавіатур, які не мають такої клавіші, розкладка MS Windows QWERTY розмістила Í на звичайній клавіші замість 0 (нуля), тоді як 0 було переміщено до третинної клавіші (AltGr ); на комп’ютерах Macintosh обидві розкладки (QWERTY і QWERTZ) мають цю адаптацію.

### Чеська

Чеська розкладка клавіатури QWERTZ.

Розкладка клавіатури QWERTZ зазвичай використовується в Чехії, але варіант QWERTY є неофіційним варіантом. Доступ до символів з американської клавіатури (@#$&\|[]{}<>^`~*), та деяких інших символів та діакритичних знаків (÷×¤€ßĐđŁł°˘˝·˛¸), яких немає в чеській, можна отримати за допомогою клавіші AltGr. Розкладка на зображенні підтримується Microsoft Windows. Розкладка QWERTZ є більш ефективною для чеської мови, оскільки літера Z є трохи більш поширеною, ніж літера Y, але лише на 4% ефективніша, ніж QWERTY.
Інтернет-опитування в 2013 році показало, що 56% чеських користувачів використовували QWERTZ і 44% використовували QWERTY, але в 2020 році 57% чеських користувачів використовували QWERTY і 43% використовували QWERTZ.

### Швейцарська, ліхтенштейнська , люксембурзька

Швейцарська розкладка клавіатури

Розкладка швейцарської клавіатури встановлена національним стандартом SN 074021:1999. Він створений для забезпечення легкого доступу до часто використовуваних наголосів французької, німецької та італійської мов і знаків основних валют. З самого початку він був розроблений для використання кількома мовами (не лише тими, якими розмовляють у Швейцарії). Різниця між швейцарською німецькою (SG) і швейцарською французькою (SF) розкладками полягає в тому, що німецька версія має німецькі умляути (ä, ö, ü), доступні в незміщеному стані, тоді як французька версія має деякі символи з французьким акцентом (é, à, è) доступні в незміщеному стані. Фактичні клавіатури мають вигравірувані клавіші для обох варіантів; різниця лише в налаштуваннях драйвера (програмного забезпечення). В останніх версіях Windows також є окремі параметри драйвера для швейцарської італійської та швейцарської ретороманської, але вони відповідають розкладці швейцарської французької та швейцарської німецької відповідно. У Mac OS X 10.6 і Linux доступні лише швейцарська французька та швейцарська німецька, а на iPadOS єдиною розкладкою для Швейцарії є швейцарська німецька.
Оскільки швейцарська німецька не використовує лігатуру есцет (ß), на її клавіатурі Windows відсутній символ на відміну від німецької та австрійської розкладок QWERTZ. Linux зазвичай пише ß за допомогою Alt Gr+s. Хоча німецька клавіатура використовує німецькі мітки для своїх клавіш (наприклад, Strg замість Ctrl), швейцарські клавіатури використовують англійські абревіатури як «нейтральне» рішення, щоб уникнути переваги чи виключення будь-якої з національних мов Швейцарії.
На відміну від розкладок клавіатури Windows, які використовуються у Франції та Бельгії, швейцарська розкладка не має клавіші, присвяченої літері з акцентом «ù». Розкладка MacOS зазвичай пише цю літеру за допомогою ⌥ Option+u.
Люксембург не має власної розкладки клавіатури. Державна освіта та адміністрація використовують швейцарсько-французьку клавіатуру, яка також представляє стандартну розкладку клавіатури Microsoft Windows для Люксембургу, тоді як деякі в приватному секторі віддають перевагу бельгійській AZERTY або американській розкладці QWERTY. Ліхтенштейн також використовує швейцарську німецьку розкладку без символу ß.